# وادي إبراهيم
وادي إبراهيم هو أحد الأودية الرئيسية في مكة المكرمة، يمتد من الشرائع شرقًا إلى الكعكية جنوبًا مرورًا بالمسجد الحرام، ويعد من أكبر الأودية المغذية لبئر زمزم.

## التاريخ
وردت الإشارة في القرآن الكريم إلى هذا الوادي على لسان النبي إبراهيم «ربنا إني أسكنت من ذريتي بواد غير ذي زرع عند بيتك المحرم» (إبراهيم:37).

## مسار الوادي
يبدأ من شمال مكة حتى يصل إلى منطقة جبل حراء ثم يعتدل غربا عند منطقة العدل حيث يتفرع منه وادي فخ، ويستمر هو حتى يصطدم بجبل المعابدة، ثم يتجه جنوبا حتى يخترق الحرم، ويتجه إلى المسفلة ويستمر إلى جنوب مكة المكرمة.
وشهد الوادي عبر تاريخه سيولا عارمة من أهمها سيل أم نهشل، وسيل الربوع.

## أحياء وادي إبراهيم
1. الشبيكة[ملاحظة 1]
2. الهجلة[ملاحظة 1]
3. أجياد
4. الشامية[ملاحظة 1]
5. السليمانية[ملاحظة 1]
6. المسفلة
7. الكدوة
8. الجودرية[ملاحظة 1]
9. حارة الباب[ملاحظة 1]
10. شعب عامر[ملاحظة 1]
11. القرارة[ملاحظة 1]
12. المعابدة
13. القشاشية[ملاحظة 1]
14. المعلاة
15. وادي جليل
16. الكعكية
17. بطحاء قريش
18. الشافعي
19. السبهاني
20. الجعفرية
21. الجميزة
22. ريع ذاخر
23. الملاوي
24. الخنساء
25. جبل النور
26. الشرائع
27. الغزة[ملاحظة 1]
28. النكاسة
29. العدل